# シーダー＝シュヴァーレンベルク
シーダー＝シュヴァーレンベルク (ドイツ語: Schieder-Schwalenberg,  [ʃiːdɐ ʃvaːlənbɛrk]) は、ドイツ連邦共和国ノルトライン＝ヴェストファーレン州北東部のオストヴェストファーレン＝リッペ地方（デトモルト行政管区）リッペ郡に属す市である。シーダー地区とグラスヒュッテ地区はクナイプ療法の水浴地である。

## 地理

### 位置
シーダー＝シュヴァーレンベルクは、ノルトライン＝ヴェストファーレン州リッペ郡の南東部、トイトブルクの森とヴェーザー山地との間、トイトブルクの森/エッゲ山地自然公園内に位置している。ヴェベル地区とシーダー地区をエンマー川が流れ、堰止め湖のシーダー湖（エンマー堰止め湖とも呼ばれる）が設けられている。
近隣の大都市には、デトモルト（20 km 西）、パーダーボルン（40 km 南西）、ビーレフェルト（50 km 北西）がある。

### 地質学

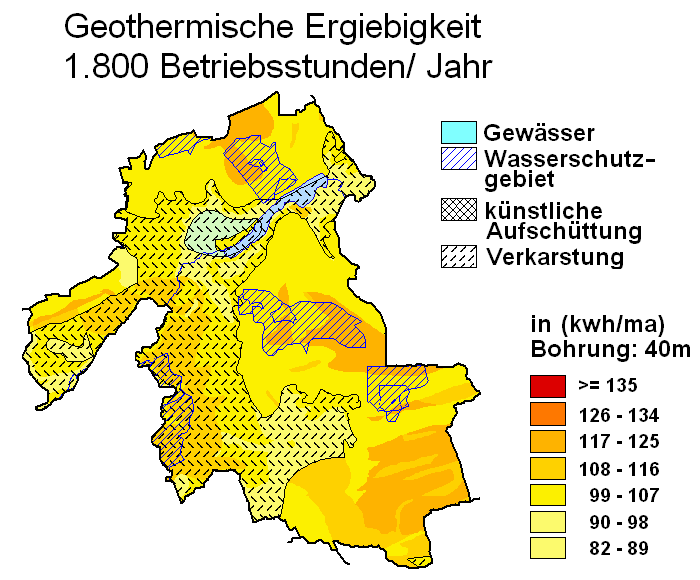
シーダー＝シュヴァーレンベルクの地熱分図

リッパー・ベルクラントは、主に中生代の粘岩、泥灰岩、砂岩で形成されている。エンマー川やニーゼ川の谷は、一部石灰岩の地盤でできている。こうした堆積岩の層は 1 – 1.5 km の厚さがある。この地盤は地質学的な年代の進行に伴って、崩壊・隆起した。
こうした表面の下層には、古生代、特にデボン紀、石炭紀、ペルム紀の堅い岩盤がある。上述の川の流域付近では、地層の奥深くの石膏や岩塩が地下水に溶解することにより、 ドリーネや広いウバーレが形成され、その後脆い堆積岩によって再び平面化された。谷では、堅い下層の上に氷期の脆い岩、主に礫、砂、黄土が堆積している。
ムシェルカルクやコイパーの一時期に形成された石灰岩、砂岩、割れ目の入った粘岩は、水通しが良い。しかし深い地層で地下水に石膏や岩塩が溶け込むことにより、水は塩分濃度が高いため、飲料水に用いることはできない。
市域の西部と南西部はシルト由来のロームからローム状のシルトで構成された肥沃な土壌で、集中的に農業に利用されている。沈殿した黄土が浸食された場所では、中生代の岩盤が表面近くにまで達している。その大部分が褐色土または灰褐色土に覆われて高地部は林業に利用されている。市域の東部には、中生代の粘岩や砂岩をフリースエルデ（湿った土壌）が覆っている。この土地は栄養分に乏しく、針葉樹林や混交林の林業利用にのみ有効活用されている。川谷は、牧草地に利用されている。
シーダー＝シュヴァーレンベルクは高地を除き、地熱ゾンデによる地熱源や熱ポンプによる地熱採取については、「良好」な状態にある。

### 市域の広がりと土地利用
「グローセ・ラントゲマインデ」（大きな田舎町）に分類される本市は、面積 60.04 km2 である。市域の東西軸は最大 10.7 km、南北軸は最大 11.5 km である。
| 土地用途別面積 | 農業用地 | 森林   | 宅地、空き地 産業用地 | 交通用地 | 水域  | スポーツ用地 緑地 | その他 |
| -------------- | -------- | ------ | --------------------- | -------- | ----- | ----------------- | ------ |
| 面積 (km2)     | 23.65    | 27.94  | 3.40                  | 2.80     | 1.23  | 1.01              | 0.02   |
| 占有率         | 39.4 %   | 46.5 % | 5.7 %                 | 4.7 %    | 2.0 % | 1.7 %             | 0.0 %  |

### 隣接する市町村
本市は、西から時計回りに、ホルン＝バート・マインベルク、ブロムベルク、リュクデ（以上いずれもリッペ郡）、マリーエンミュンスター、ニーハイム、シュタインハイム（以上、ヘクスター郡）と境を接している。

### 市の構成
シーダー＝シュヴァーレンベルクは、1970年にそれまで独立した自治体であった6町村とシュヴァーレンベルクとが合併して成立した。
| 地区名                                | 地区名                  | 人口（人） (2007年現在) | シーダー＝シュヴァーレンベルクの地区図 |
| ------------------------------------- | ----------------------- | ----------------------- | -------------------------------------- |
| ブラーケルジーク                      | Brakelsiek              | 1,086                   | シーダー＝シュヴァーレンベルクの地区図 |
| ローテ                                | Lothe                   | 1,272                   | シーダー＝シュヴァーレンベルクの地区図 |
| リューンジーク クライエンベルクを含む | Ruensiek mit Kreienberg | 108                     | シーダー＝シュヴァーレンベルクの地区図 |
| シーダー グラスヒュッテを含む         | Schieder mit Glashütte  | 4,292                   | シーダー＝シュヴァーレンベルクの地区図 |
| シュヴァーレンベルク                  | Schwalenberg            | 1,669                   | シーダー＝シュヴァーレンベルクの地区図 |
| ジークホルツ                          | Siekholz                | 486                     | シーダー＝シュヴァーレンベルクの地区図 |
| ヴェベル                              | Wöbbel                  | 1,093                   | シーダー＝シュヴァーレンベルクの地区図 |

### 気候
シーダー＝シュヴァーレンベルクは中央ヨーロッパの温帯気候に属しており、亜大西洋式海洋気候に位置している。冬は大西洋の影響でおおむね穏やかであり、夏はかなり暑い。年間平均気温は約 8 - 9 ℃である。
亜大西洋式海洋気候に位置する事から年間を通して比較的均一な降水がある。シーダー測候所における年間降水量の長期平均値は 867 mm である。
| シーダー (海抜 155 m)の気候 | シーダー (海抜 155 m)の気候 | シーダー (海抜 155 m)の気候 | シーダー (海抜 155 m)の気候 | シーダー (海抜 155 m)の気候 | シーダー (海抜 155 m)の気候 | シーダー (海抜 155 m)の気候 | シーダー (海抜 155 m)の気候 | シーダー (海抜 155 m)の気候 | シーダー (海抜 155 m)の気候 | シーダー (海抜 155 m)の気候 | シーダー (海抜 155 m)の気候 | シーダー (海抜 155 m)の気候 | シーダー (海抜 155 m)の気候 |
| 月                          | 1月                         | 2月                         | 3月                         | 4月                         | 5月                         | 6月                         | 7月                         | 8月                         | 9月                         | 10月                        | 11月                        | 12月                        | 年                          |
| --------------------------- | --------------------------- | --------------------------- | --------------------------- | --------------------------- | --------------------------- | --------------------------- | --------------------------- | --------------------------- | --------------------------- | --------------------------- | --------------------------- | --------------------------- | --------------------------- |
| 日平均気温 °C （°F）        | 0.4 (32.7)                  | 0.9 (33.6)                  | 3.9 (39)                    | 7.6 (45.7)                  | 12.3 (54.1)                 | 15.4 (59.7)                 | 16.8 (62.2)                 | 16.5 (61.7)                 | 13.3 (55.9)                 | 9.5 (49.1)                  | 4.6 (40.3)                  | 1.6 (34.9)                  | 8.6 (47.5)                  |
| 降水量 mm （inch）          | 76.2 (3)                    | 55.6 (2.189)                | 68.0 (2.677)                | 63.5 (2.5)                  | 77.1 (3.035)                | 87.3 (3.437)                | 83.9 (3.303)                | 74.6 (2.937)                | 63.9 (2.516)                | 54.2 (2.134)                | 77.1 (3.035)                | 86.3 (3.398)                | 867.6 (34.157)              |
| 平均月間日照時間            | 27.7                        | 53.7                        | 97.1                        | 139.6                       | 189.7                       | 184.5                       | 179.4                       | 183.1                       | 124.6                       | 90.3                        | 33.2                        | 20.8                        | 1,323.7                     |
| 出典：ドイツ気象庁          |                             |                             |                             |                             |                             |                             |                             |                             |                             |                             |                             |                             |                             |

## 歴史

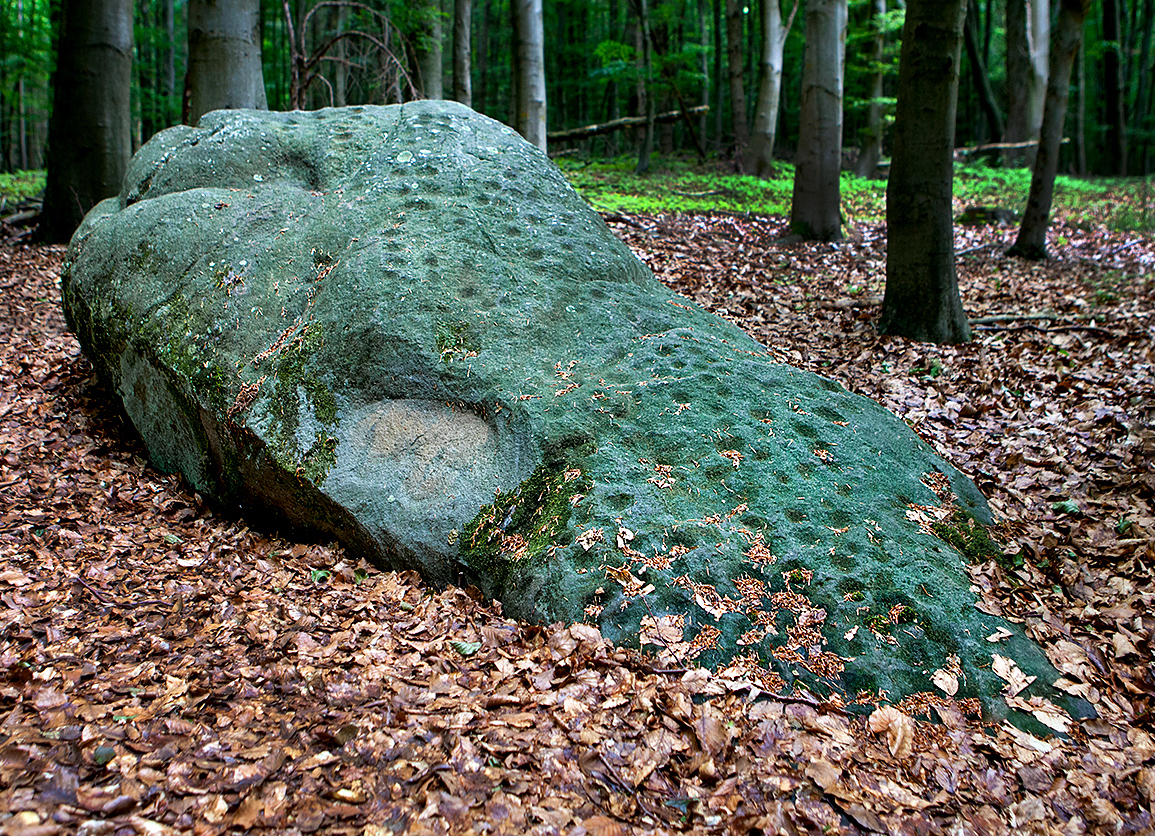
ベンナーベルクのシャーレンシュタイン

### 先史時代から古代
エンマータール（エンマー川の谷）からの出土品は、石器時代にこの地域に入植地があったことを示している。デトモルトの州立リッペ博物館には、19世紀にエンマータールで発見された石や動物の角で作られた道具が収蔵されている。おそらく青銅器時代のものと推定されるシーダー州有林のシャーレンシュタイン（人工的に浅い鉢状の窪みがつけられた岩）はその近くにある。現在のグラスヒュッテ地区にはヘルリングスブルク城があった。この城塞は、ローマ時代以前鉄器時代の避難城塞であり、現在も土塁の跡が遺されている。エンマータールでは、発掘調査により陶片が発見されており、現在デトモルトの州立リッペ博物館で見学することができる。

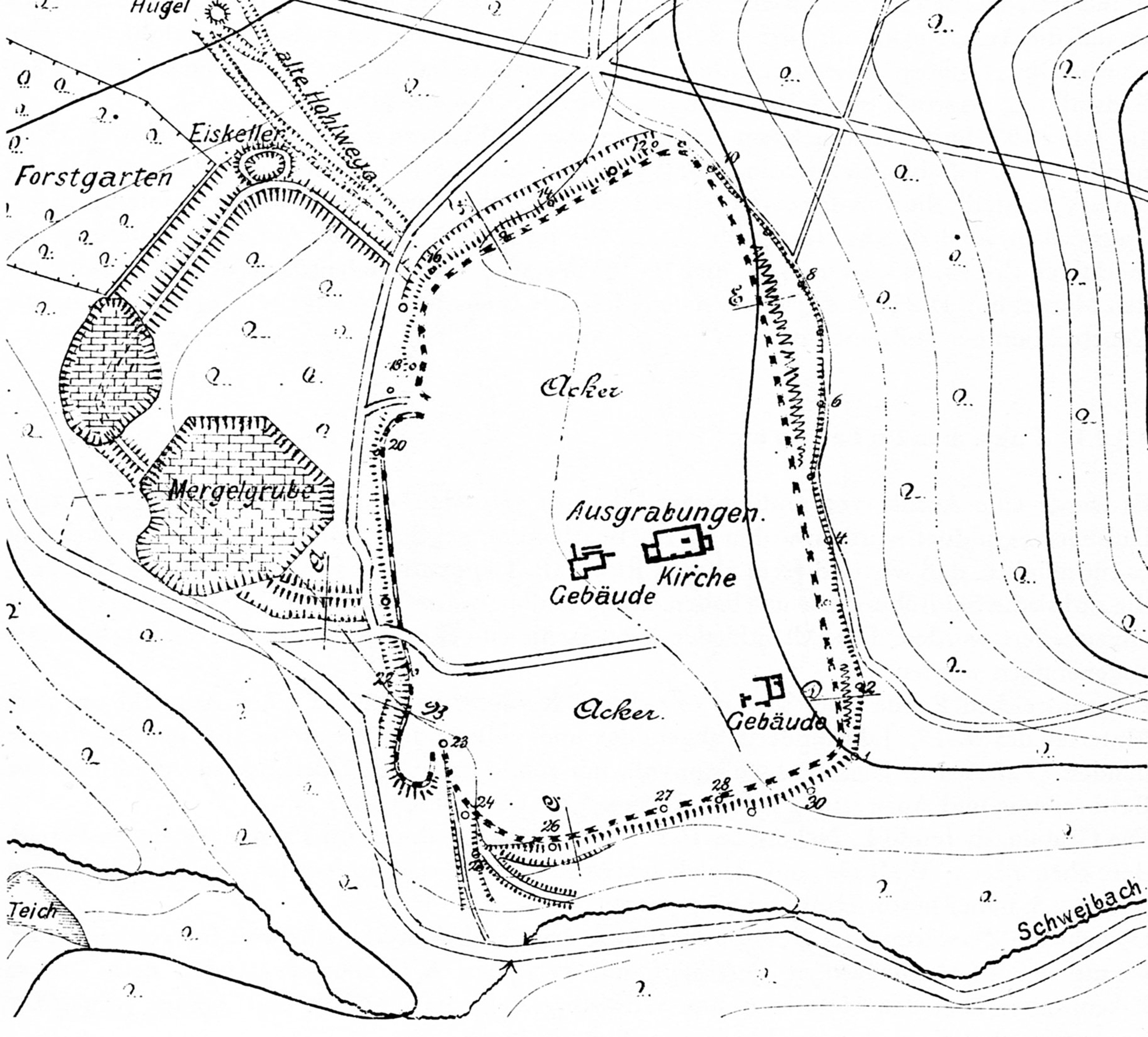
アルト＝シーダー城の縄張り図

### 中世から近世
シーダーは、822年に初めて文献に記録されている。シーダー地区のアルト＝シーダー（旧シーダー）では発掘調査により教会や家屋の基礎構造が発見されている。アルト＝シーダーはフォアブルク（前城）とハウプトブルク（本城）からなり、利用されていた時代にはともに防衛施設で護られていた。フォアブルクの古さは定かではないが、カロリング朝（822年）にはすでに成立していたと推測される。これよりも新しいハウプトブルクは、フォアブルクの土塁の一部を破壊して造られており、オットー朝に建設された。13世紀にこの施設は放棄され、集落はさらに谷の下方に位置するバルクホーフ集落（現在はシーダー湖に沈んでいる）に移転した。
ブラーケルジーク地区の高台にある、シュヴァーレンベルクの森の尾根上に「ローデンシュタット」と呼ばれる鉄器時代の環状土塁がある。ジークホルツ地区には「ジークホルツの砦」と呼ばれる土塁跡があるが、その起源は現在も明らかでない。19世紀の古い解釈ではローマ軍の陣地とされていたが、実際にはそれよりも新しい中世盛期の以降であると推定されている。防衛施設としての性格も明らかではなく、むしろ農場や森林管理の境界であった可能性もある。
シュヴァーレンベルク伯の古い居城が、マリーエンミュンスター近郊の「オルデンブルク城」（または「アルテ・ブルク」＝古い城）である。ここは遅くとも1137年以降はシュヴァーレンベルク伯の行政中心地であった。この伯領は、最盛期には広い領域を包含した。パーダーボルン司教との論戦の末、1227年に伯は先祖伝来の城を出て、他の地に移ることを強いられた。このため、現在のシュヴァーレンベルクの場所に新しい城が築かれ、その麓に集落が形成された。1231年にはすでにシュヴァーレンベルクの教会が存在しており、集落建設は急速に進行したか、あるいは伯が移転する以前からすでに集落が存在おり、これにシュヴァーレンベルクという集落名がつけられたのであろう。シュヴァーレンベルク伯とパーダーボルン司教との論争は、それまでひとまとまりであった伯領を分割する原因となった。南半分はアドルフ1世の所領となり、これ以後ヴァルデック伯と称した。1227年にシュヴァーレンベルクの市と城はフォルクヴィン4世によって「Oppidium Sualanberg」として創設された。「市民」、「議会」すなわち都市権に関しては、1258年と1260年に初めて言及されている。1195年以降シュヴァーレンベルク伯は衰退し、それ以後新たなピルモント伯領として故地から分離された。14世紀前半までにさらなる領域の喪失・売却があり、さらにはフォン・シュヴァーレンベルク家が断絶したことで最終的に伯領は廃止された。リッペの南西部は売却によってリッペ家とパーダーボルン司教領主に売却された（ザムトヘルシャフトと呼ばれる共同主権の形態を採った）。城は荒廃し、20世紀初頭にリッペ＝ビースターフェルト伯妃マリーによって修復された。これ以後、この城は様々な用途に利用され、最後はホテルとレストランに用いられた。

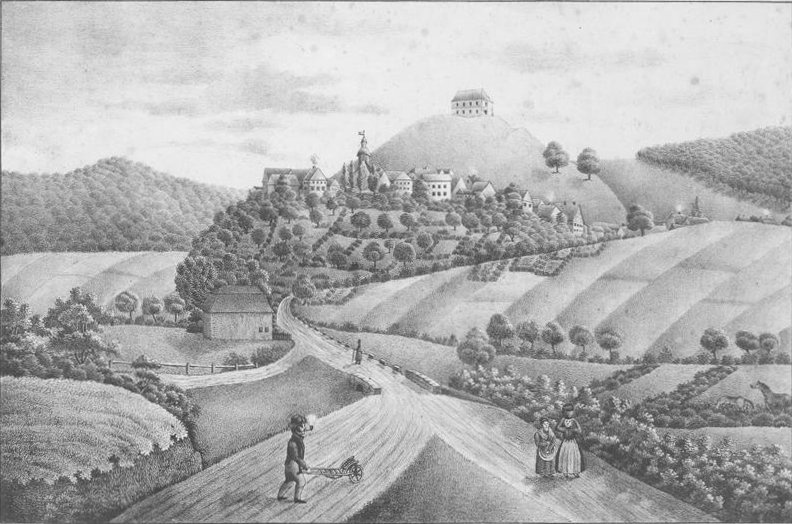
1868年頃のシュヴァーレンベルク

1584年にヴェベル城が建設された。この城館は1958年までドノープ家の所有であった。三十年戦争でルネサンス様式の城館が破壊された後、同じ場所にバロック様式の城館が建設された。
1705年4月25日、シーダーの城館はリッペ貴族リッペ伯ルドルフの夏の居館として進呈された。この建設工事は彼の父カジミールの注文で行われた。
シーダーは1872年に鉄道ハノーファー - アルテンベーケン線によって結ばれた。この駅は、この路線におけるリッペ侯領で最初の駅であった。リュクデは当時パーダーボルン大司教領に属していた。

### 第二次世界大戦と冷戦の時代
第二次世界大戦中、1945年4月5日にシュタインハイムとシュヴァーレンベルクの間の地域は戦闘の現場となった。侵攻してきたアメリカ軍第329歩兵連隊がドイツの戦闘部隊および第466師団の一部によって行軍を阻まれた。この砲撃戦によって、シュヴァーレンベルクの32軒以上の家屋が半壊または全壊した。3両のドイツ軍戦車がファルケンハーゲン（現在はリュクデ市内）方面に撤退した後、4月6日に本市はアメリカ軍によって占領された。
冷戦時代、1963年から1994年までオランダ軍がエルプリンクセン西のメルトに移動式対空ミサイルMIM-23 ホークのための軍事防衛拠点を設けた。

### 市町村合併
ノルトライン＝ヴェストファーレン州の地域再編に伴い、1970年1月1日にシュヴァーレンベルクはブラーケルジーク、ローテ、リューンジーク、シーダー、ジークホルツ、ヴェベルの6町村と合併して新たにシーダー＝シュヴァーレンベルク市が成立した。また、同時にブロムベルク市の一部も併合された。

## 住民

### 宗教
シーダー＝シュヴァーレンベルクの住民の多数は福音主義の信者である。これは、1538年にリッペ伯ベルンハルト8世によって宗教改革がなされたことに由来する。中でも17世紀に導入された改革派が主流である。本市には現在、シーダー、シュヴァーレンベルク、ヴェベルの 3つの福音主義改革派教会組織がある。
シュヴァーレンベルクにはカトリック教会組織があり、聖ヨーゼフ教会堂を有している。
シーダー＝シュヴァーレンベルクに移住したシュペートアウスジードラー（東欧から旧西ドイツに遅れて移住してきた人々）の多くはメノナイト・ブレザレン教会シーダー＝シュヴァーレンベルクに属している。
現在の宗教分布を知る手がかりの一つが、シーダー＝シュヴァーレンベルクの学生に対する所属宗教団体の調査である。この調査によれば、2006年/2007年の学期では学生の 56.4 % が福音主義、11.7 % がカトリック、2.2 % がイスラム教に所属した。21.3 % がその他の宗教団体に所属し、無宗教は 8.4 % であった。

### 人口推移
1975年以降の数値は、ノルトライン＝ヴェストファーレン州情報・技術局統計専門部門の公式研究結果の値である。1975年から1985年までは推定値、1987年の値は人口調査の結果、1990年以降はこの結界に基づく推定値である。
| 時期                 | 人口（人） |
| 1975年 （12月31日）  | 8,480      |
| 1980年 （12月31日）  | 8,454      |
| 1985年 （12月31日）  | 8,222      |
| 1987年 （5月25日） ¹ | 8,178      |
| 1990年 （12月31日）  | 8,865      |
| 1995年 （12月31日）  | 9,636      |
| 2000年 （12月31日）  | 9,619      |
| 2001年 （12月31日）  | 9,532      |

| 時期                | 人口（人） |
| 2002年 （12月31日） | 9,460      |
| 2003年 （12月31日） | 9,451      |
| 2004年 （12月31日） | 9,387      |
| 2005年 （12月31日） | 9,287      |
| 2006年 （12月31日） | 9,271      |
| 2007年 （12月31日） | 9,177      |
| 2008年 （12月31日） | 9,080      |
| 2012年 （12月31日） | 8,868      |

¹ 人口調査

## 行政
シーダー＝シュヴァーレンベルクは、州議会選挙はリッペ III区（第99選挙区）、連邦議会選挙はヘクスター＝リッペ II区（第137選挙区）に属している。

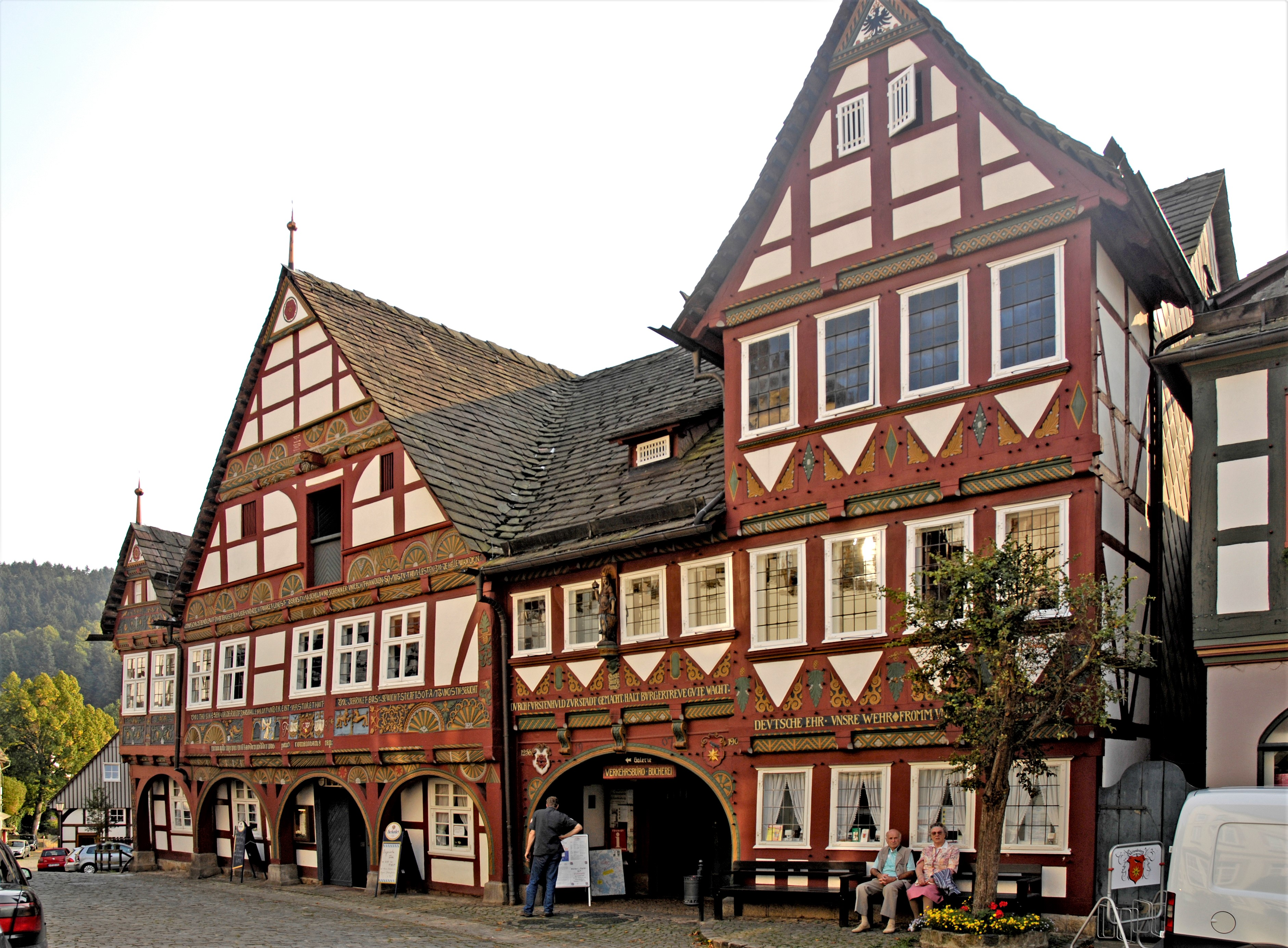
シーダー＝シュヴァーレンベルク市庁舎

### 市議会
シーダー＝シュヴァーレンベルクの市議会は、28議席からなる。これに市長が議長として加わる。

### 市長
シーダー＝シュヴァーレンベルクの市長はイェルク・ビールヴィルト（無所属）である。彼は2015年9月13日の選挙で有効投票数の 89.0 % を獲得した。前任者のゲルト・クラウス (SPD) は1999年から2015年まで市長を務めた。

### 紋章、旗、印章
シーダー＝シュヴァーレンベルク市は、1972年4月14日にデトモルトの行政管区当局の文書により紋章の使用許可を受けた。
図柄: 向かって左上から右下への銀色（白）の斜め波帯で赤地と青地に分割される。赤地部分には金色（黄色）の 8つ突起がある星と写実的なツバメ。青地部分には金色（黄色）の冠。
解説: ツバメと星は、かつてのシュヴァーレンベルク市の紋章から転用された。これはシュヴァーレンベルク伯の紋章に由来する。シュヴァーレンベルク伯の紋章では、ツバメ (Schwalbe) が家門名を示しており、星 (Stern) はシュテルンベルク家との血縁関係に基づく。シュテルンベルク家の紋章にも「シュテルンベルクの星」が用いられている。その後この地域のいくつかの自治体（たとえばエクスタータールやバート・ザルツウフレン）の紋章に転用されている。青地に描かれた冠は、リッペ家の夏の居城であるシーダーの城館を象徴している。両地色の間の白い波帯はエンマー川を象徴している。
シーダー＝シュヴァーレンベルクは、1972年4月14日の行政管区当局の文書でさらに旗の使用権も付与された。
- 旗（垂直の旗竿に付けるもの）: 長辺と平行に青地と赤地に分割。旗竿寄りに市の紋章
- 幟（横向きの竿に付けるもの）: 長辺と平行に青地と赤地に分割。上部中央に市の紋章[5]

印章: シーダー＝シュヴァーレンベルク市は市の紋章と「シーダー＝シュヴァーレンベルク市」の刻銘がある業務印を用いている。

## 文化と社会資本

### 演劇
本市には、固有の劇場がない。最寄りの劇場はデトモルト州立劇場またはテアター・ビーレフェルトである。

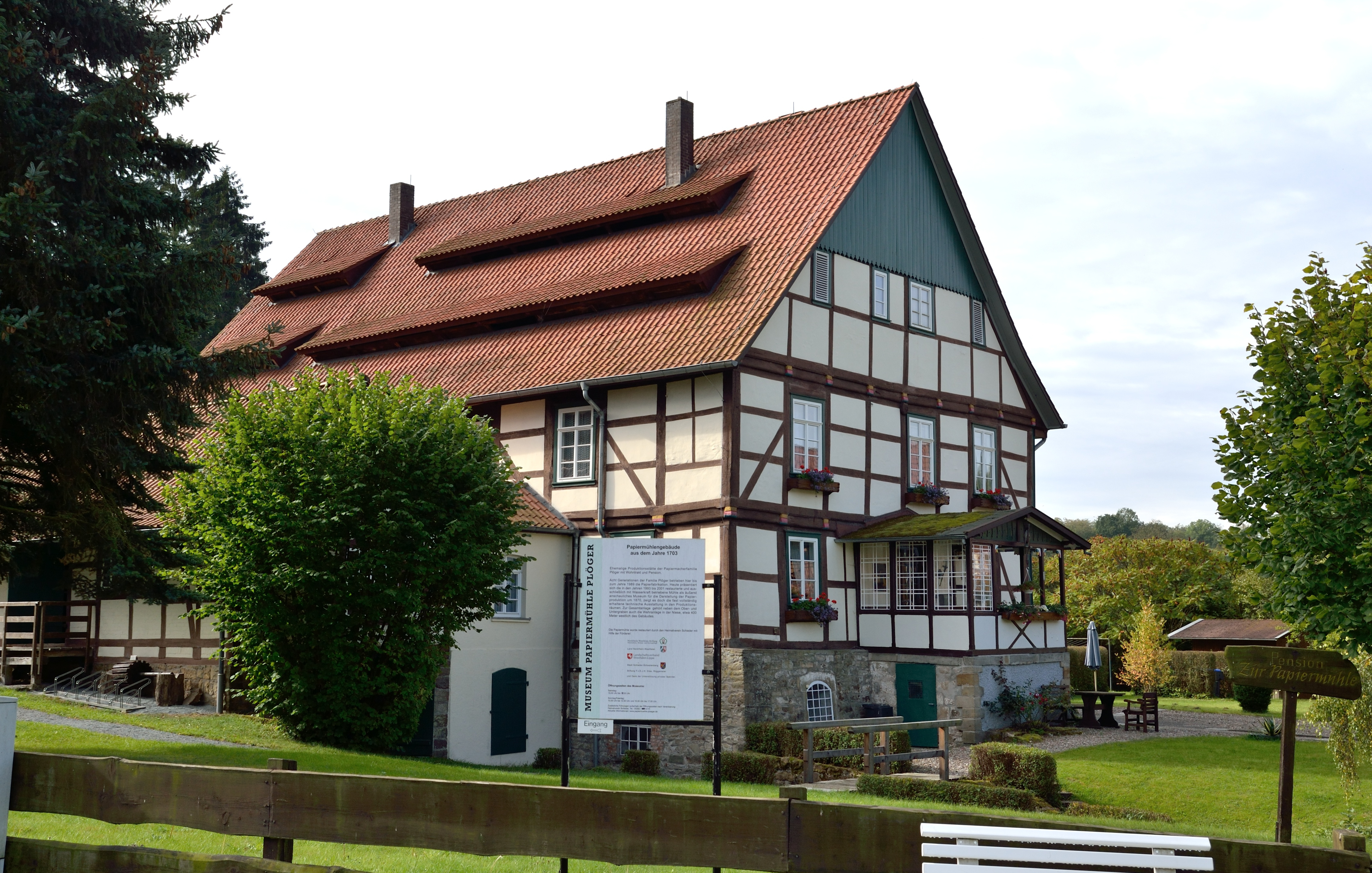
パピーミューレ・プレーガー

### 博物館
パピーミューレ・プレーガー（製紙用水車）は文化財で技術博物館である。建造されたのは1703年で、1870年から1890年に造られた技術装置が展示されている。シーダー郷土協会はこの水車を譲り受け、修復と博物館としての運営を担っている。
ロベルト・ケープケ・ハウスでは現代美術の入れ替え展示が行われている。
市立ギャラリーは「画家の街」の伝統を引き継ぎ、様々な時代のリッペの画家の作品を展示している。

### 文学
ノーベル文学賞受賞者のトーマス・トランストロンメルは1994年にシュヴァーレンベルクでの文学会に参加した。

### 音楽
3つの地区にそれぞれ女性合唱団が1つ、男声合唱団が1つずつ存在する。これに加えてゼンガーグルッペ（混声合唱団）、ダッハカンマー＝コール（室内合唱団）、教会合唱団がそれぞれ1団体ずつ存在する。
自衛消防団は固有の音楽隊を有しており、ブラーケルジークには楽隊がある。

### 建造物

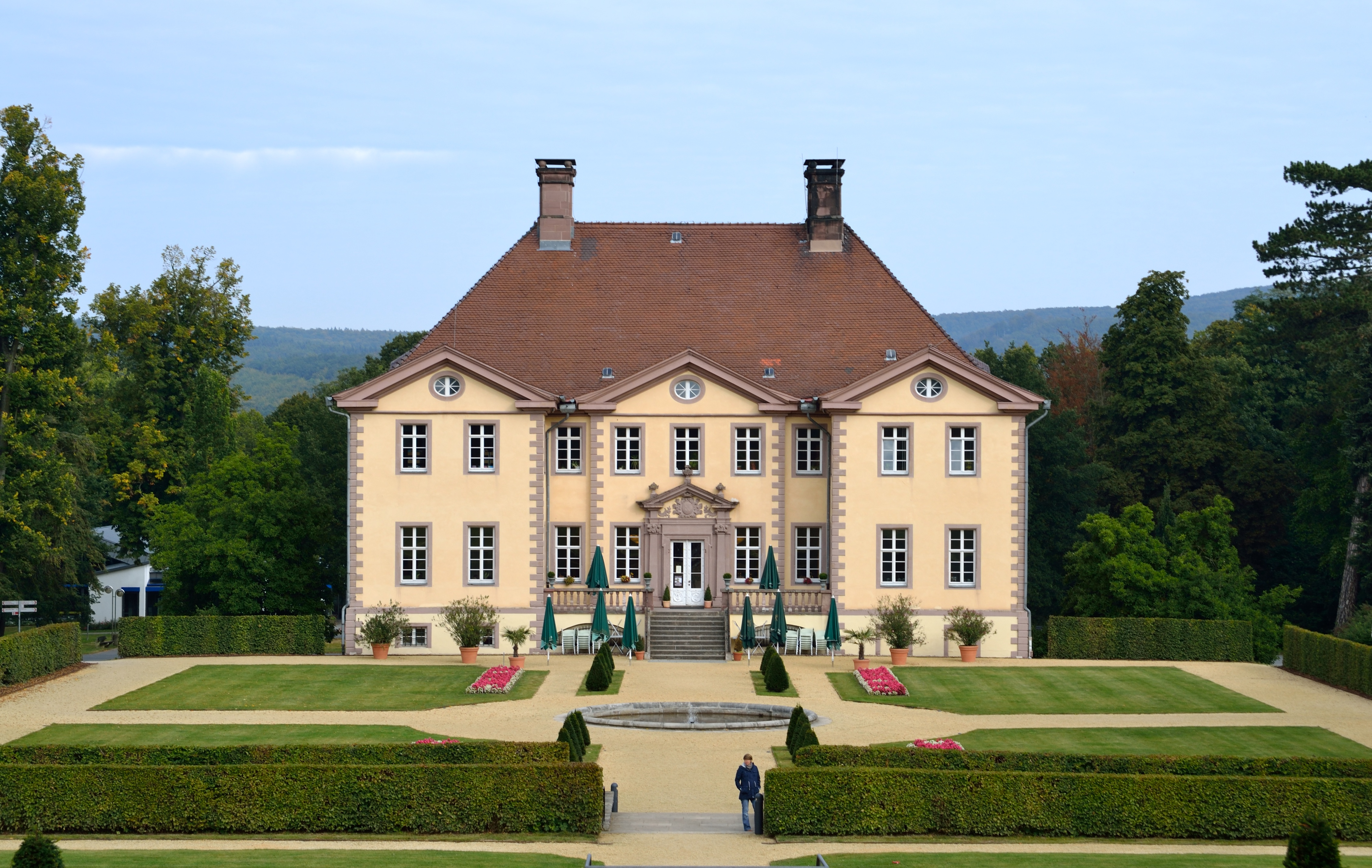
シーダー城

#### シーダー
シーダー城は1703年から1706年に建設され、1918年までリッペ君主の夏の居城であった。広さ 17 ha のイギリス式風景庭園（城館庭園）は1914年に一般公開された。南側には、かつてのバロック様式の庭園構造を見ることができる。

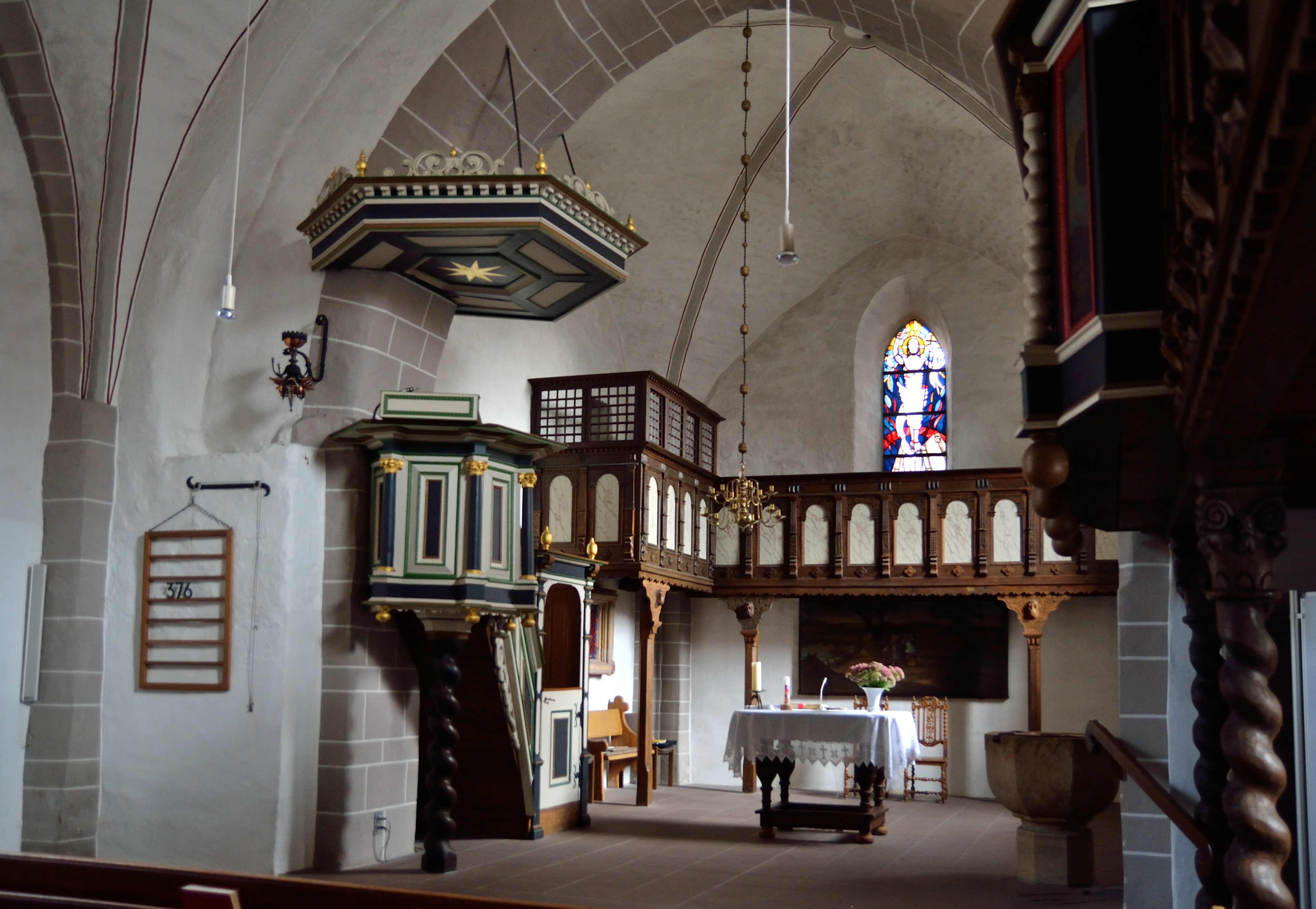
シュヴァーレンベルクの福音主義改革派教会内部

#### シュヴァーレンベルク
福音主義改革派の教区教会である旧洗礼者ヨハネ教会は、1307年の火災後にホール式教会として建造された。この教会は、おそらく1247年にファルケンハーゲンに移転した元々シトー派のブルクハーゲン修道院の後継教会として旧市街北西端の高台に位置している。内部には1489年に制作された後期ゴシック様式の聖体安置塔がある。彫刻が施された聖歌隊席は17世紀後半に作られた。この他の調度には、17世紀後半の吊り下げ燭台やブルクハルト・フォン・カンネ・ツー・ブライテンハウプト（1580年没）とその妻アンナ・フォン・エクテルデの墓碑がある。
13世紀に建設されたシュヴァーレンベルク城の中核部分はわずかな痕跡だけが遺されている。現存する居館は本質的に1627/28年に建設され、1911年から1913年に大規模な改修を受けた。現在はホテルに転用されている。
この小さな地区の最も重要な建造物は木組み建築のシュヴァーレンベルク市庁舎である。1階が公共の商業ホールとなっている 3階建ての中核部分は1579年に建設された。左の増築部分は1603年に建造され、暖房施設のある会議室が保存されている。右側の建物は 1907年に大規模な増築がなされたが、様式上は古い建物の装飾を引き継いでいる。元の建物の木材には極めて豊かな彫刻が見られる。
シュヴァーレンベルクの内市街は数多くの木組み建築の家屋で特徴づけられており、その最も古いものは 16世紀に建設された。いくつかの家屋は現在でも、ヴェーザー地方に典型的なゾリングで産出する薄い砂岩製の屋根を戴いている。

#### その他の地区
- ヴェベル城: 1690年にレーヴィン・モーリッツ・フォン・ドノープによって建設されたバロック様式の城館である[20]。
- ニーゼタールの修復されたパピーアミューレ・プレーガー
- カーレンベルク塔: シーダー郊外、326 m のカーレンベルクに建つ高さ 23 m の展望塔である[21]。

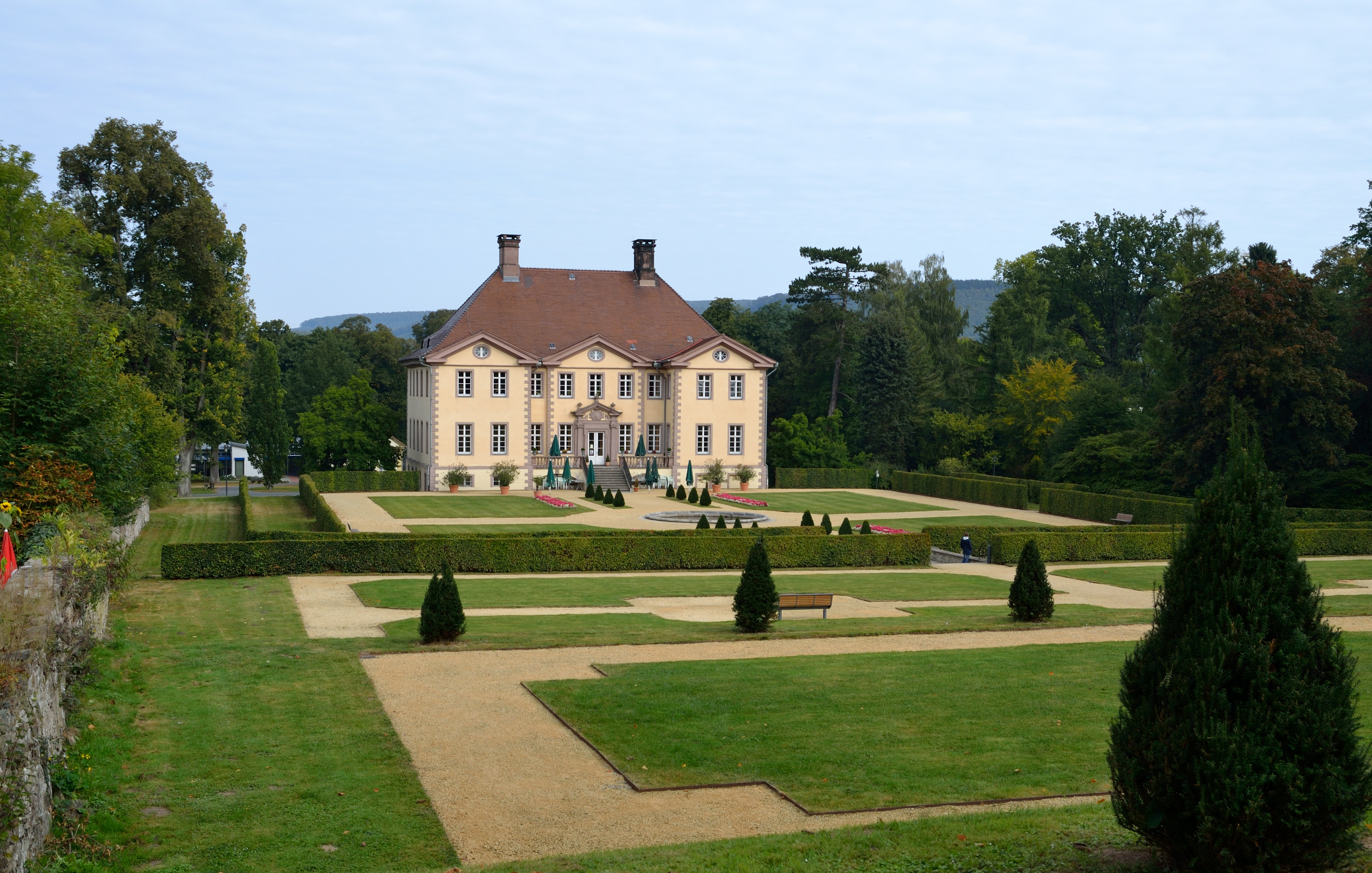
シーダー城の城館庭園

- シュヴァーレンベルク城
- シュヴァーレンベルクのブラウアーギルダー通り21番地のレーヴェン薬局
- シュヴァーレンベルクのマルクト通り32番地の木組み建築
- カーレンベルク塔
- ヴェベル城

### 公園
シーダー城の城館庭園は、古木があることで知られている。125年のアエスクルス・パルビフローラ（トチノキ科）は、この種のものとしては最も古いものの一つである。
ヴェベル城の城館庭園は、私有地であり、一般の立ち入りができない。歴史的な風景庭園は約 1 ha の広さがあり、おそらく17世紀末に城館の南側と西側に造営された。19世紀前半にかつてのバロック式庭園から改造された。最初の庭園からは、2本のユリノキと、スモークツリー、シナノキの古木それぞれ1本が遺されている。庭園内には、かつての所有者が設置した像や建築断片がある。

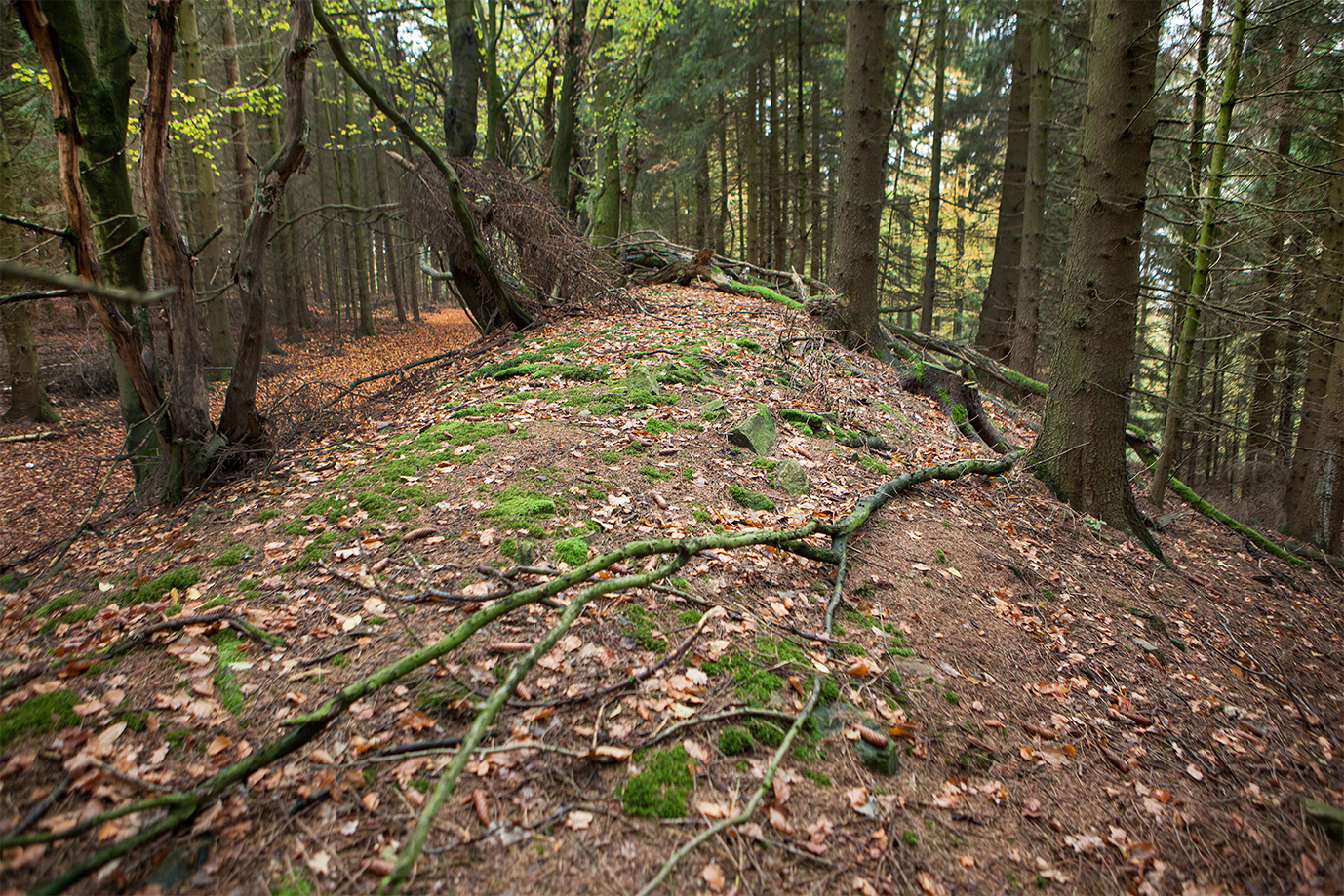
ヘルリングスブルクの土塁跡

### 自然文化財
ヘルリングスブルクは、先史時代の避難城塞で、現在埋蔵文化財に指定されている。リュクデとの市境がこの城塞跡の中を通っている。
シーダー＝シュヴァーレンベルクには、その全域が市域内に含まれる自然保護地区が 2つある。ニーゼン川の河口部を含むニーゼン低地（約 254.2 ha）とヴェベル池（約 2.8 ha）である。
この他に 3つの自然保護地区の一部が本市に含まれる。シュヴァーレンベルクの森（約 2,928.1 ha）、ブロムベルクの森（約 1,168 ha）、エンマータール（約 80 ha）である。シュヴァーレンベルク内のかつて湿地であった「メルト」は近郊型保養地として注目されている。

### スポーツ
シーダー＝シュヴァーレンベルクには、幅広いスポーツ種目を提供している総合スポーツクラブが 6つある。また、障害者スポーツクラブが 1つある。さらに 5つのスポーツフィッシングクラブ、3つの射撃クラブ、1つのテニスクラブ、ドイツ人命救助協会支部グループ、カヌー、漕艇、ヨットのクラブがそれぞれ 1つずつある。
多くのスポーツクラブは、シーダー＝シュヴァーレンベルク市スポーツ連盟に加盟している。

### 年中行事
シーダー湖では、夏の期間中、定期的にイベントが開催されている。その中で最も古く、定期的に開催されているのが「シーダーゼー・イン・フランメン」（直訳すると「炎に包まれるシーダー湖」）である。
シュヴァーレンベルク民族衣装同好会は、2年ごとに国際民族衣装祭を開催している（偶数年の8月に開催）。
また、シュヴァーレンベルクは、毎年聖霊降臨祭に開催される射撃祭で知られている。
毎年夏には、造形芸術のためのシュヴァーレンベルク夏季アカデミーが開催される。芸術愛好家は、ここで 4週間にわたって、有名な芸術家が指導する絵画、スケッチ、版画、彫刻分野の芸術コースに参加することができる。

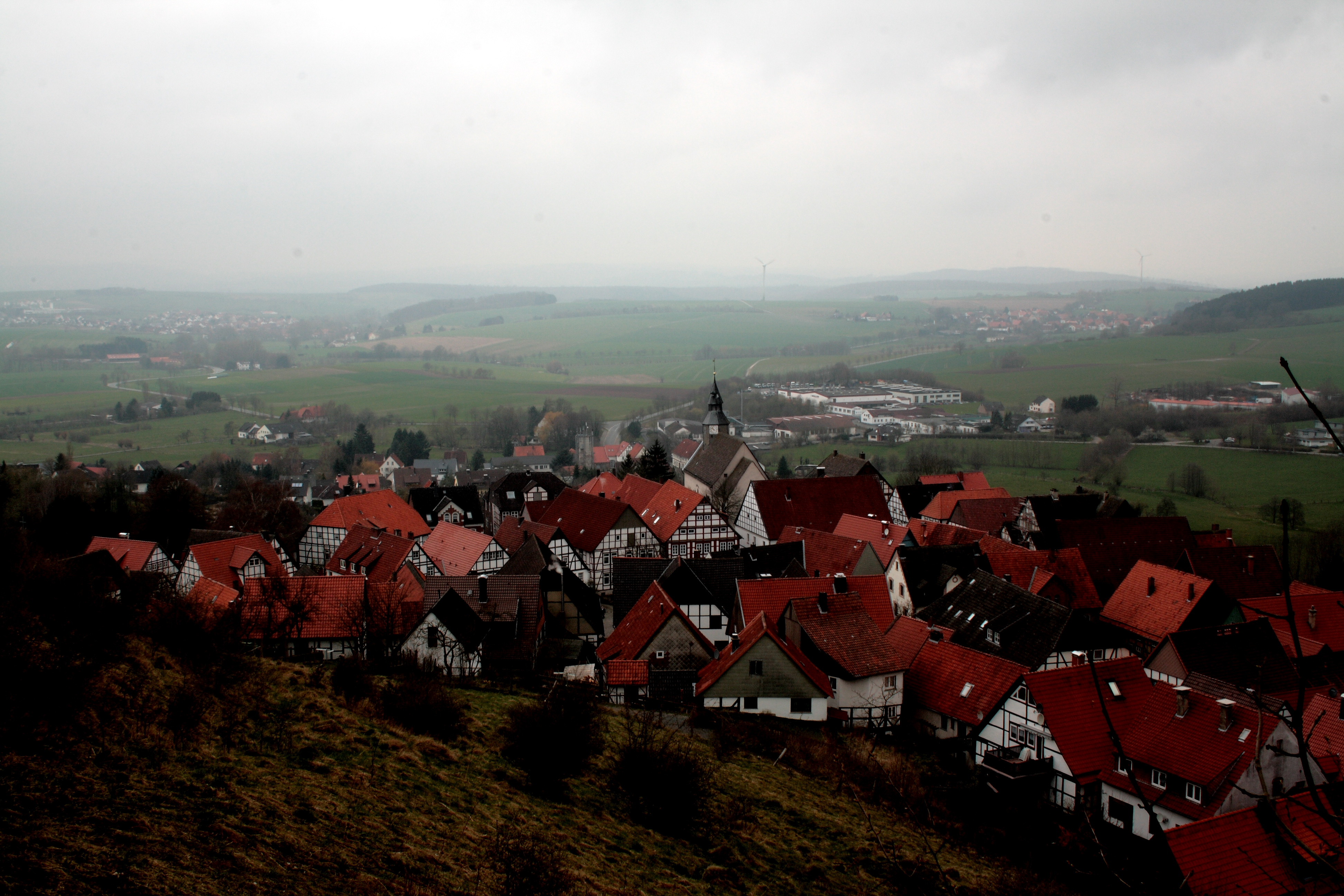
シュヴァーレンベルク地区の景観

### 画家の街シュヴァーレンベルク
シュヴァーレンベルクの「画家の街」や芸術家コロニーとしての長い伝統は、19世紀の初めにまで遡る。ここは近代性が刻み込まれた大都市から離れ、印象派風の風景画を描く際の隠し味となる風景の美しさ、静寂なハーモニー、卓越した明朗さを備えた小都市であった。デュッセルドルフやベルリンといった大都市から画家たちがシュヴァーレンベルクを訪れ、この周辺で野外制作を行った。彼らがこの地で制作した作品を大都市で展示することで、シュヴァーレンベルクの評判は高まり、やがて「画家の街」や「画家コロニー」と呼ばれるようになった。1920年代にシュヴァーレンベルクの宿屋は芸術家のたまり場となった。特に「芸術家の家」と呼ばれた建物のファサードにはシュヴァーレンベルク住民の生活から採られたモチーフが描かれ賞賛を得た。
2012年にクロンベルク・イム・タウヌスのクロンベルク画家コロニー美術館に「‘‘Im Dialog: Die Künstlerkolonie Schwalenberg zu Gast in Kronberg‘‘」が展示された。
画家の街としての最盛期の後、特に第二次世界大戦の影響を受け、停滞期が訪れた。戦後この街に残った芸術家はわずかであった、1949年から1977年までこの街に住んでいた芸術家は画家のロベルト・ケンメラー＝ローリヒだけであった。1978年以降、リッペ地域連合芸術局とシーダー＝シュヴァーレンベルク市は定期的な芸術展示や芸術イベントによって、この伝統をつなぎ止めた。同時代の芸術に重点を置くことで、古い画家の街は新しい芸術活動で満たされることとなった。本市の最も重要な芸術活動は、市立ギャラリー/博物館およびロベルト・ケープテ・ハウスで年に10-12回の展示会を行うことである。これによりロベルト・ケープテ・ハウスは、若い有望な芸術家の現代アートを展示する場となり、市立ギャラリー/博物館では古いリッペの絵画の他に、様々な時代様式の芸術が伝統と結びつけられている。
シュヴァーレンベルクにはロシア系ドイツ人の彫刻家ヤーコプ・ヴェーデルもアトリエを構えている。

### 映画史
シュヴァーレンベルクは1957年にロルフ・ティーレの映画「Der tolle Bomberg」のロケ地となった。主役はハンス・アルバースであった。彼は、シュヴァーレンベルクのホテル・マルカステンに何週間にもわたって滞在した。

## 経済と社会資本
シーダー＝シュヴァーレンベルクは、ブロムベルク、ホルン＝バート・マインベルク、リュクデ、シーダー＝シュヴァーレンベルク、シュランゲンで構成される連合体であるリッペ南部統一地方開発コンセプトに属している。

### 交通

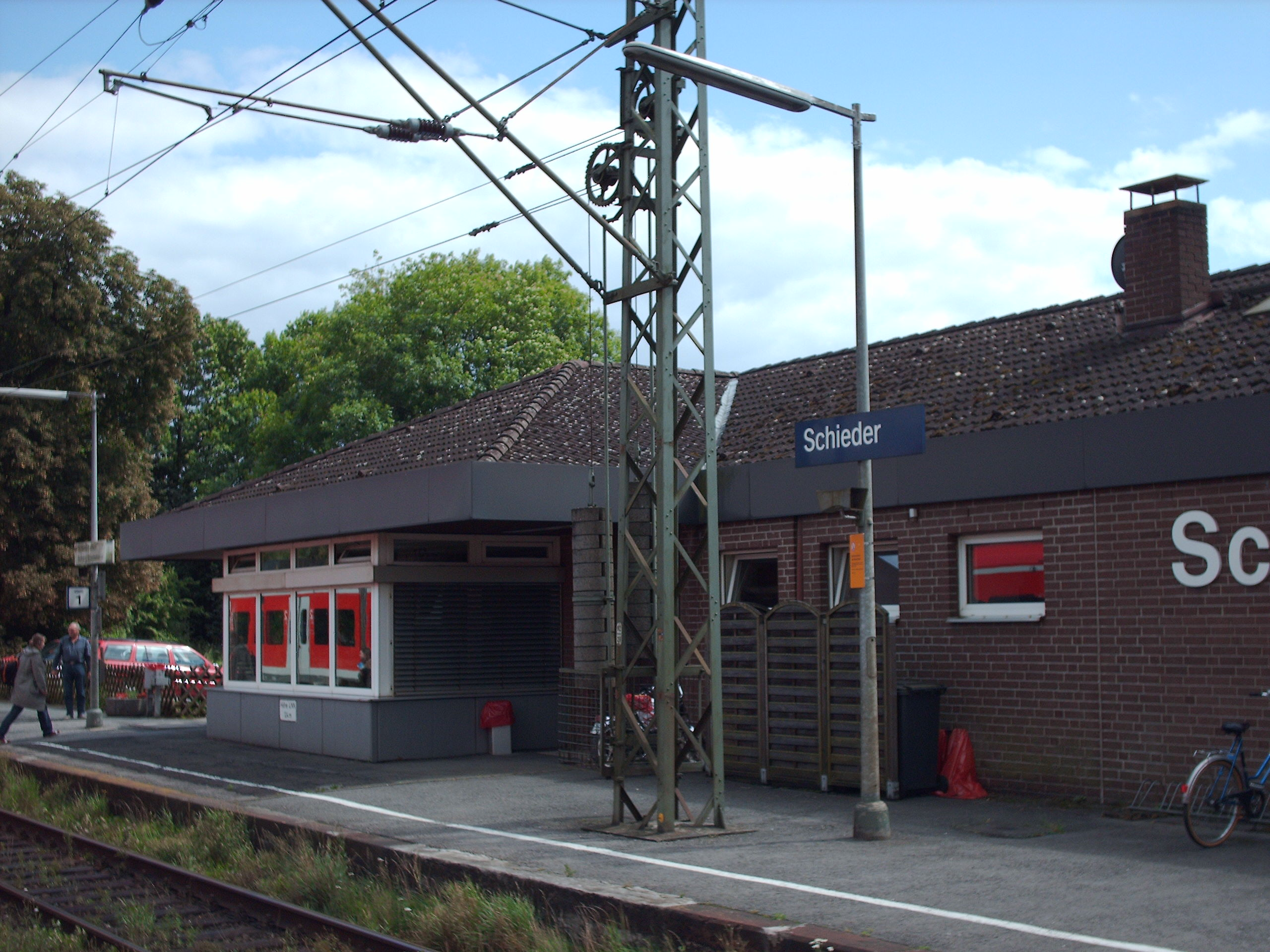
シーダー駅

道路交通では、連邦道 B 239号線が西（デトモルト方面）からシーダー＝シュヴァーレンベルクへ延びている。ヴェベル地区、シーダー地区、ブラーケルジーク地区、シュヴァーレンベルク地区およびローテやジーケホルツは州道網で互いに結ばれている。オストヴェストファーレン街道 / 連邦道 B 252号線 / 州道 L 712号線は、シーダー地区から約8kmの距離にあり、アウトバーン A44号線への接続道路となっている。
シーダー駅は、シーダー地区の境界から約1kmのシーダー湖の畔にある。平日は1時間ごと、日曜・祝日は2時間ごとにハノーファー Sバーン5号線パーダーボルン – ハーメルン – ハノーファー中央駅 – ハノーファー空港線の列車が発着する。
周辺の地区へは地方バスで行くことができる。バート・ピルモント、ブロムベルク、レムゴー（ビーレフェルト方面への接続駅）への定期路線バスがある。夏期の週末には、デトモルト方面、特にエクステルンシュタイネ、ヘルマン記念碑、ベルレベック猛禽園への観光バスが運行されている。
鉄道シーダー – ブロンベルク線は、ブロムベルクとハノーファー – アルテンベーケン線をつないでいたが、1951年12月に旅客運行を、1987年に貨物運行を廃止した。

### メディア
リッペ郡で唯一の地方日刊紙がリッピシェ・ランデス＝ツァイトゥングである。リッピシェ・ルントシャウは2003年末に廃刊されている。
シーダー＝シュヴァーレンベルクは、西部ドイツ放送 (WDR) のビーレフェルト地方スタジオおよびラジオ・リッペのサービス地域で、ローカルラジオ局として報道をカバーしている。

### 公共機関
シーダー地区には、公立図書館とスイミングプールがある。シーダー湖には公共の大きな競技場と駐車場付きの民営の小さなレジャーパークがある。
本市は、浄水場と下水処理場を運営している。清掃施設で発生した熱は、フェルンヴェルメフェアゾルグングス GmbH（直訳すると「広域温熱供給会社」）を通じて販売される。
自衛消防団は、シーダー消火隊、シュヴァーレンベルク消火隊、ブラーケルジーク消火班、ローテ消火班、ヴェベル消火班で構成される。さらに青年消防団と音楽隊がある。
シーダー湖畔には、E.ON のシーダー湖水力発電所が稼働している。この発電所は1996年に建設され、全自動で 0.3 MW の電力を生産する。

### 教育
シーダー地区とシュヴァーレンベルク地区に基礎課程学校がある。シーダーにはさらに本課程学校がある。実科学校やギムナジウムの生徒は、近隣都市であるブロムベルク、リュクデ、シュタインハイム、バート・ピルモントへ通わなければならない。
2007年、本市の全学校には併せて 41人の教員と 648人の児童・生徒がいた。その 66 % が基礎課程学校、34 % が本課程学校に在籍していた。
早期教育には、幼稚園が 6園ある。それぞれ経営母体が異なっており、シーダー＝シュヴァーレンベルク市、カトリック教会組織、福音主義教会組織、SOS子供の村、ドイツ赤十字社、労働者福祉事業会である。
シーダー城には、リッペ＝オスト市民大学（バルントルプ、ブロムベルク、エクスタータール、リュクデ、シーダー＝シュヴァーレンベルクの目的連合）の本部がある。プログラムの内容は幅広く、多彩である。

### 地元企業
主要な産業分野は家具産業である。ヨーロッパ最大の家具製造業者の一つがシーダー（創業地）およびヘルフォルト（ホールディング所在地）のシーダー家具ホールディングであった（2005年時点で売り上げ 11億ユーロ、従業員数 10,500人）が、2007年に債務不履行を届け出なければならなかった。これ以後もシーダー＝グループの企業は約 600人を雇用しているが、生産の大部分はポーランドで行われている。シーダーのいくつかの家具小売業者は2007年にはすでに債務不履行状態から脱却し、あるいは新たに設立された。2008年初めに新たな投資家であるスイス/リヒテンシュタインの企業家ペーター・クシュヴェントが約 300人の被雇用者を擁するシーダーの家具工場に投資を行った。彼はかつてのシーダー社の管理職員を 3人雇い入れ、2008年3月1日から COTTA家具工場という名の企業を経営している。
シュヴァーレンベルクのミュラー環境テクニークは、配水管清掃車の製造によって市場に有用なポジションを占めている。

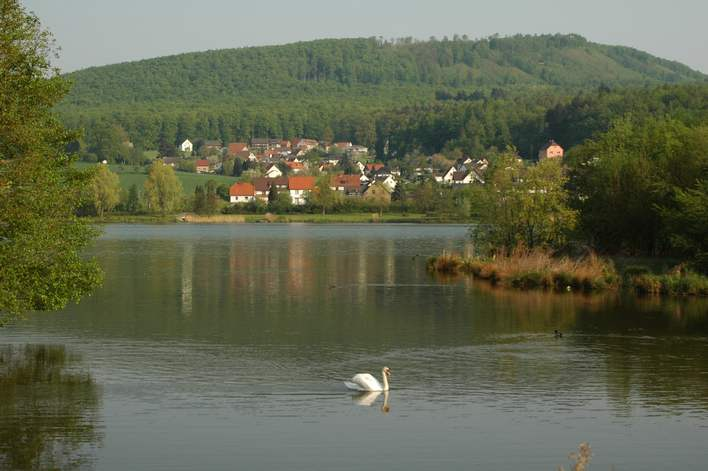
シーダー湖とグラスヒュッテ地区

### 観光
観光業は、家具産業と並ぶもう一つの重要な経済分野である。ドイツ、デンマーク、オランダからの休暇旅行者が数日間住まいを借りる。シーダー湖と対岸のグラスヒュッテン地区は、多くの日帰り客やウォータースポーツ愛好家を惹きつけている。

## 人物

### 出身者
- ゴットフリート・トレヴィラヌス（ドイツ語版、英語版）（1891年 - 1971年）政治家（ドイツ国家人民党、保守人民党（ドイツ語版、英語版））幹部。

### ゆかりの人物
- フランク＝ヴァルター・シュタインマイアー（1956年 - ）政治家（ドイツ社会民主党）。外務大臣、連邦首相府長官、欧州連合理事会議長を歴任した[28]。

## 引用
1. ↑  Bevölkerung der Gemeinden Nordrhein-Westfalens am 31. Dezember 2023 – Fortschreibung des Bevölkerungsstandes auf Basis des Zensus vom 9. Mai 2011
2. ↑  Geowissenschaftliche Gemeindebeschreibungen NRW: Schieder-Schwalenberg（2014年12月13日 閲覧）
3. ↑  Erdwärme nutzen: Geothermiestudie liefert Planungsgrundlage（2014年12月13日 閲覧）
4. 1 2  ノルトライン＝ヴェストファーレン州データ管理・統計局: Kommunalprofil Schieder-Schwalenberg
5. 1 2 3 4  Hauptsatzung der Stadt Schieder-Schwalenberg（2014年12月15日 閲覧）
6. ↑  Deutscher Wetterdienst（2014年12月14日 閲覧）
7. ↑  Ev.-Ref. Kirche Schwalenberg: Geschichtliches（2014年12月14日 閲覧）
8. ↑  Martin Bünermann: Die Gemeinden des ersten Neugliederungsprogramms in Nordrhein-Westfalen. Deutscher Gemeindeverlag, Köln 1970, p. 107.
9. ↑  Landesamt für Datenverarbeitung und Statistik: Schüler an allgemein bildenden Schulen in NRW nach der Religionszugehörigkeit
10. ↑  Landesdatenbank NRW（2014年12月15日 閲覧）
11. ↑  Landesbetrieb Information und Technik NRW: Sonderreihe zur Volkszählung 1987 in Nordrhein-Westfalen, Band 1.1: Bevölkerung, Privathaushalte und Erwerbstätige. Düsseldorf 1989, p. 110.
12. ↑  ノルトライン＝ヴェストファーレン州選挙管理委員会: 2014年のシーダー＝シュヴァーレンベルク市議会選挙結果（2014年12月15日 閲覧）
13. ↑  ノルトライン＝ヴェストファーレン州選挙管理委員会: 2015年9月13日のシーダー＝シュヴァーレンベルク市長選挙結果（2017年9月2日 閲覧）
14. ↑  Papiermühle Plöger（2014年12月16日 閲覧）
15. ↑  Museumsinitiative in OWL - Robert Koepke-Haus（2014年12月16日 閲覧）
16. ↑  KulturDataBank - Städtische Galerie Schwalenberg（2014年12月16日 閲覧）
17. ↑  Vgl. Andreas Rossmann, Unverhofftes Wiederhören. Ein Gespräch über Tomas Tranströmer in Schwalenberg, in: FAZ, Nr. 254, 1. Nov. 2011, p. 33
18. ↑  Schloss und Schlosspark Schieder（2014年12月22日 閲覧）
19. ↑  EBIDAT - Burgendatenbank des Europäischen Burgeninstitutes: Schwalenberg（2014年12月22日 閲覧）
20. ↑  EBIDAT - Burgendatenbank des Europäischen Burgeninstitutes: Wöbbel（2014年12月22日 閲覧）
21. ↑  Kahlenbergturm bei Schieder（2014年12月22日 閲覧）
22. ↑  LWL Geodaten Kultur:  Schloss Schieder, Schieder-Schwalenberg（2014年12月21日 閲覧）
23. ↑  LWL Geodaten Kultur:  Schlossanlage Wöbbel, Schieder-Schwalenberg（2014年12月21日 閲覧）
24. ↑  EBIDAT - Burgendatenbank des Europäischen Burgeninstitutes: Herlingsburg（2014年12月21日 閲覧）
25. ↑  Nah und fern der Moderne in Frankfurter Allgemeine Zeitung, 2012年8月24日付け, 第46面
26. ↑  IMDb -  Der tolle Bomberg（2014年12月21日 閲覧）
27. ↑  Lippische Landes-Zeitung Online（2014年12月22日 閲覧）
28. ↑  Frank-Walter Steinmeier in Süddeutsche.de（2014年12月21日 閲覧）